# Mälaröarna
Mälaröarna är en ögrupp i östra Mälaren, ursprungligen bestående av åtta socknar, som sedan 1971 utgör Ekerö kommun. 
I ögruppen ingår bland annat Ekerön, Svartsjölandet, Lovön, Adelsö, Munsön och Björkö (Birka).
Den utgjorde riktnummerområdet Mälaröarna (0756) fram till 1992. Därefter ingår området i riktnummerområde Stockholm (08). 